# Ludovine de La Rochère
Ludovine Dutheil de La Rochère, née Mégret d'Étigny de Sérilly,, le 17 janvier 1971 à Paris, est une militante politique française, présidente depuis 2013 de la Manif pour tous.

## Biographie

### Famille et vie privée
Ludovine Dutheil de La Rochère passe son enfance à Paris, dans une famille catholique. Elle est la fille du « baron » Armand Mégret d'Étigny de Sérilly, cadre bancaire, et de Solange du Couëdic de Kergoaler, femme au foyer. Sa famille paternelle a été anoblie en 1713 par une charge de secrétaire du roi. Elle est catholique pratiquante, mais fréquente des écoles publiques puis entre à quinze ans au lycée de la Légion d'honneur, à Saint-Denis. Après son baccalauréat, elle obtient un DEA d'histoire médiévale, puis est reçue au concours du CAPES d'histoire-géographie.
Mariée à vingt et un ans, elle donne naissance au premier de ses quatre enfants à vingt-trois ans. Certains témoignages la décrivent, au tournant des années 1990-2000, comme ayant des « convictions religieuses traditionalistes » ou encore un « profil typique d'une jeune femme de bonne famille, mais ne [présentant] aucun signe d'un militantisme quelconque » ; elle ne se mobilise pas spécialement contre le vote du PACS en 1999.
La famille Dutheil de La Rochère, qui est celle du mari de Ludovine Mégret d'Étigny de Sérilly, compte plusieurs membres engagés dans la droite nationaliste. Elle est ainsi, notamment, la nièce par alliance de Bertrand Dutheil de La Rochère, membre des Patriotes, et la cousine par alliance d'Amélie de La Rochère, assistante parlementaire de Florian Philippot et ancienne candidate à des élections locales. Maurice Dutheil de La Rochère était un maurassien résistant mort en déportation pendant la Seconde Guerre mondiale.

### Carrière professionnelle
Après ses années d'études et de recherche en histoire, Ludovine de La Rochère devient professeur d'histoire-géographie dans un collège public de l'Essonne. Elle rejoint en 1998 le secrétariat général de Commentaire, une revue intellectuelle libérale.
En 2003, elle entre au service information-communication de la Conférence des évêques de France, où elle est chargée des relations avec la presse. En 2010, elle devient chargée de communication à la fondation Jérôme-Lejeune, qu'elle quitte en 2014.

### Opposition au mariage homosexuel, à l'extension de la PMA et à la GPA
Ludovine de La Rochère devient présidente de la Manif pour tous au début de l'année 2013. À la suite de divergences de points de vue entre ce collectif et Frigide Barjot, qui affirme avoir été renvoyée du mouvement tandis que La Manif pour tous le dément, elle prend médiatiquement la tête du mouvement d'opposition à la loi dite du « mariage pour tous » lors de la manifestation du 26 mai 2013, en prononçant le discours de clôture aux Invalides.
En août 2013, Act Up placarde sur les murs de la Fondation Jérôme-Lejeune son portrait barré de la mention « homophobe ». La Manif pour tous porte plainte pour « injures publiques », la Fondation Jérôme-Lejeune pour « déprédation de biens » et Ludovine de La Rochère porte également plainte en son nom propre.
En octobre 2013, à la suite des propos de Jean-François Copé affirmant ne s'être jamais opposé au mariage homosexuel, elle lui envoie une lettre ouverte pour le mettre en garde contre ce qu'elle estime être un « reniement en bonne et due forme », et anticipe de possibles sanctions par les urnes pour « ce changement de position sans autre raison apparente que de vouloir plaire à une infime minorité de personnes au prix, de facto, de son propre électorat ».
En tant que présidente de La Manif pour tous, elle condamne en novembre 2013 les propos racistes « absolument déplacés » lancés par un enfant à la ministre de la Justice Christiane Taubira lors d'une manifestation du collectif à Angers.
Le 2 février 2014, elle manifeste pour l'abrogation de la loi Taubira, contre la légalisation de la procréation médicalement assistée (PMA) et de la gestation pour autrui (GPA), et contre l'enseignement de la « théorie du genre » en tant que présidente de la Manif pour tous. Elle donne le lendemain un entretien au magazine Famille chrétienne, où elle expose les positions du collectif à la suite de cette manifestation et du report du projet de loi Famille par le gouvernement Ayrault.
En avril 2014, Ludovine de La Rochère est invitée au 31e congrès de l'Union des organisations islamiques de France (UOIF) ,. Selon Gilles Kepel, il s'agit pour elle de « dénoncer en chœur la destruction du modèle familial traditionnel ». La Rochère et la Manif pour tous démentent cette participation.
Le 12 juin 2014, elle est reçue par le pape François lors des audiences du matin après sa messe privée. Elle lui présente les projets qui persistent en France sur la famille et sur l'euthanasie. À la fin de l'entretien, elle lui remet un sweat-shirt blanc siglé de la Manif pour tous.
La Manif pour tous étant devenue un organisme consultatif accrédité par l'ONU, Ludovine de La Rochère est intervenue le 20 juillet 2017 à la tribune à New York pour dénoncer la gestation pour autrui.

## Publications
- La Manif pour tous #Saison 1, Paris, MPE Éditions, 2014.
- Familles je vous aime, Paris, Pierre-Guillaume de Roux, 2016.